# Міньовце
Міньовце (Мінівці) (словац. Miňovce) — село в Словаччині, Стропковському окрузі Пряшівського краю. Розташоване в північно-східній частині Словаччини.
Уперше згадується у 1430 році.

## Пам'ятки
У селі є греко-католицька церква Успіння Пресвятої Богородиці з 1838 року в стилі класицизму, з 1988 року національна культурна пам'ятка.

## Населення
| Рік:            | 1994. | 2004. | 2014.   | 2024.   |
| --------------- | ----- | ----- | ------- | ------- |
| Кількість осіб: | 348   | 348   | 329     | 338     |
| Різниця:        |       | +0 %  | -5,45 % | +2,73 % |

| Рік:            | 2023. | 2024.   |
| --------------- | ----- | ------- |
| Кількість осіб: | 339   | 338     |
| Різниця:        |       | -0,29 % |

У селі проживає 338 осіб.
У 1880 році в селі проживало 139 осіб, з них 124 вказали рідну мову українську (русинську), 12 словацьку, 3 німецьку. Релігійний склад: 124 греко-католики, 8 римо-католиків, 7 юдеїв.
У 1910 році в селі проживало 230 осіб, з них 148 вказало рідну мову українську (русинську), 52 словацьку, 14 угорську, 16 іншу. Релігійний склад: 190 греко-католиків, 34 римо-католики, 4 юдеї, 2 протестанти.
Національний склад населення (за даними останнього перепису населення — 2001 року):
- словаки — 98,88 %
- чехи — 0,84 %

Склад населення за приналежністю до релігії станом на 2001 рік:
- греко-католики — 73,03 %,
- римо-католики — 25,00 %,
- православні — 0,28 %,
- протестанти — 0,28 %,
- не вважають себе віруючими або не належать до жодної вищезгаданої церкви: 1,40 %

## Географія
Протікає річка Ольшавка